# 製本

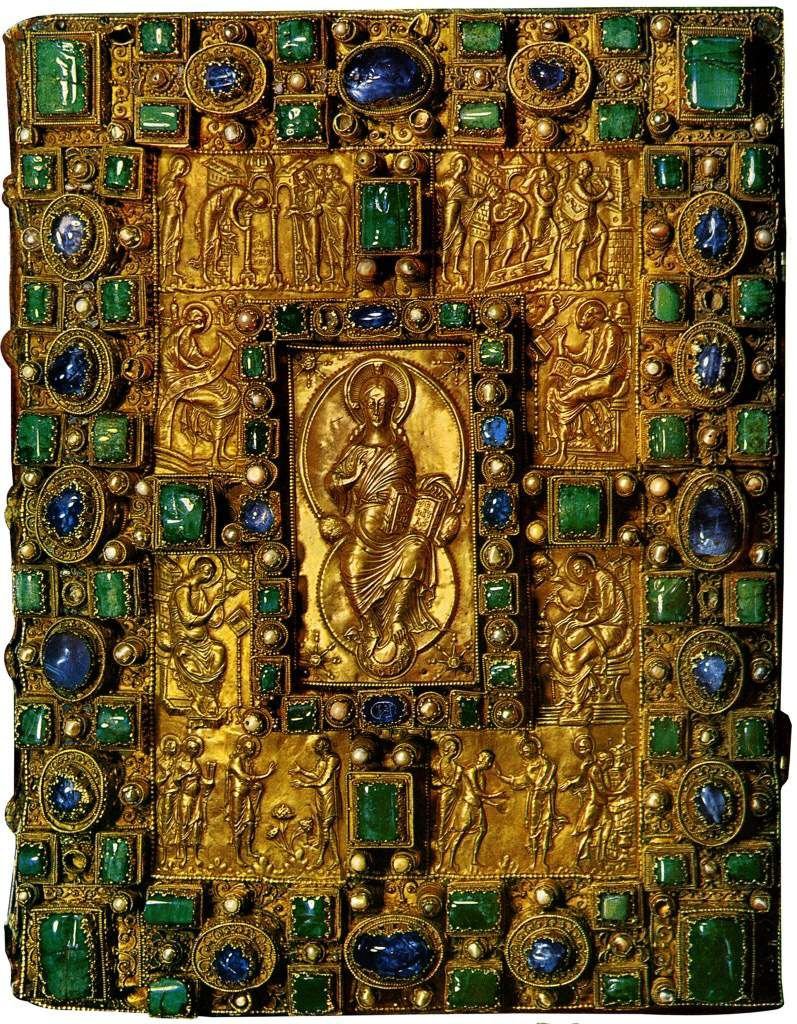
西暦870年にトレジャーバインディングされた福音書『Codex Aureus of St. Emmeram』。

製本（せいほん、英: Bookbinding, PostPress）とは、筆記または印刷した本文の料紙に表紙などを付け本の形に整えること。

## 西洋における製本
洋式の場合、上製本（本製本）と仮製本（並製本）があり、仮製本は耐久性が低い。
製本の際に印刷された紙を折り込んだものを「折り丁」という。また、ページの余白部分のうち綴じられる側を「のど」と呼び、これが見開き状態で中央にくる部分となる。製本の方式によってこの「のど」の余白部分として必要な量（「のどの開き」という）が異なってくるため、どのような綴じ方とするかはページレイアウトの点でも基本的な情報であり、綴じ方を決定したのちに最終的にページレイアウトが決定される。
製本が完全になされていない段階のものを入手し独自の製本を行い書庫を充実させていくといったことがヨーロッパでは行われている。

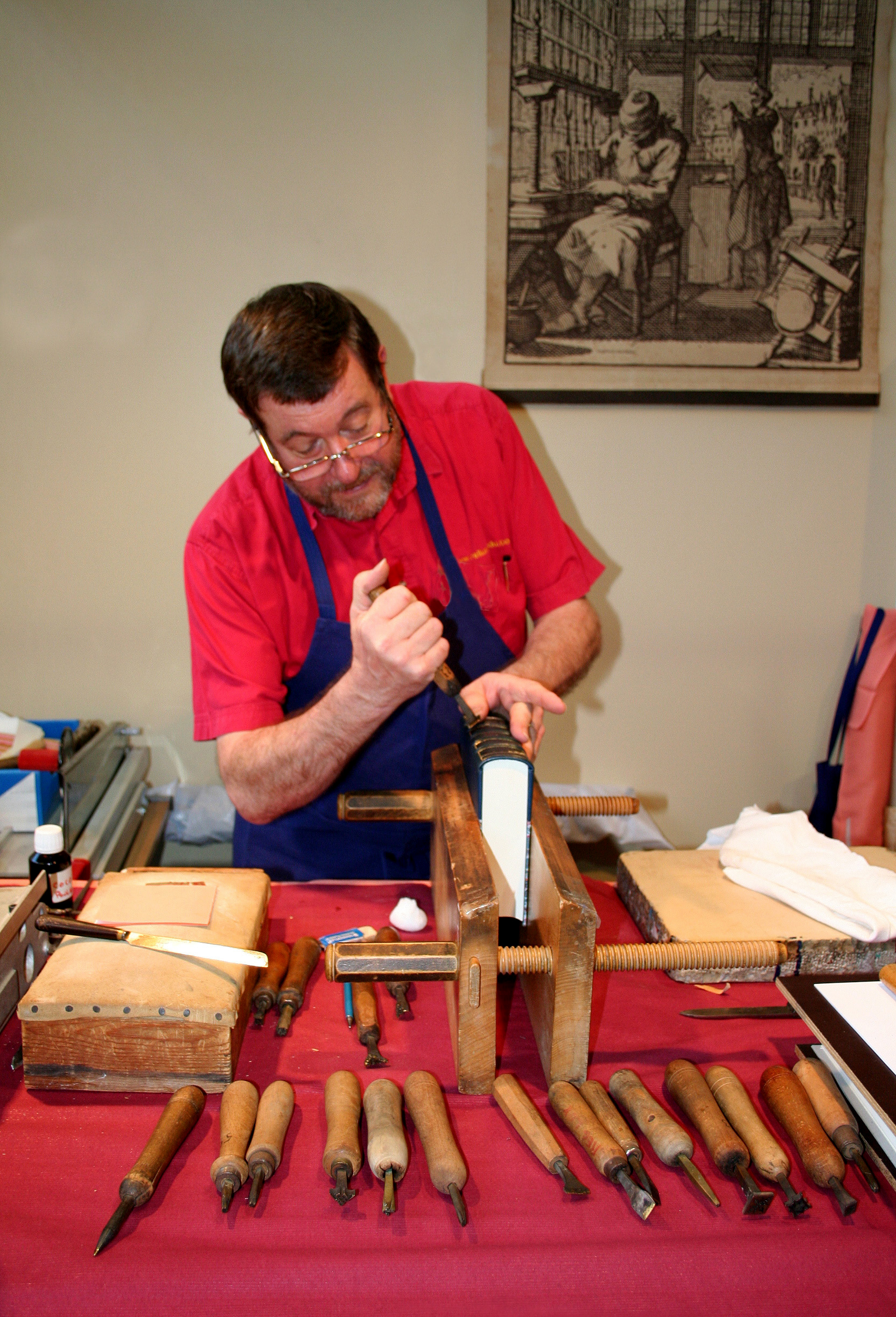
伝統的な製本作業

### 綴じ方

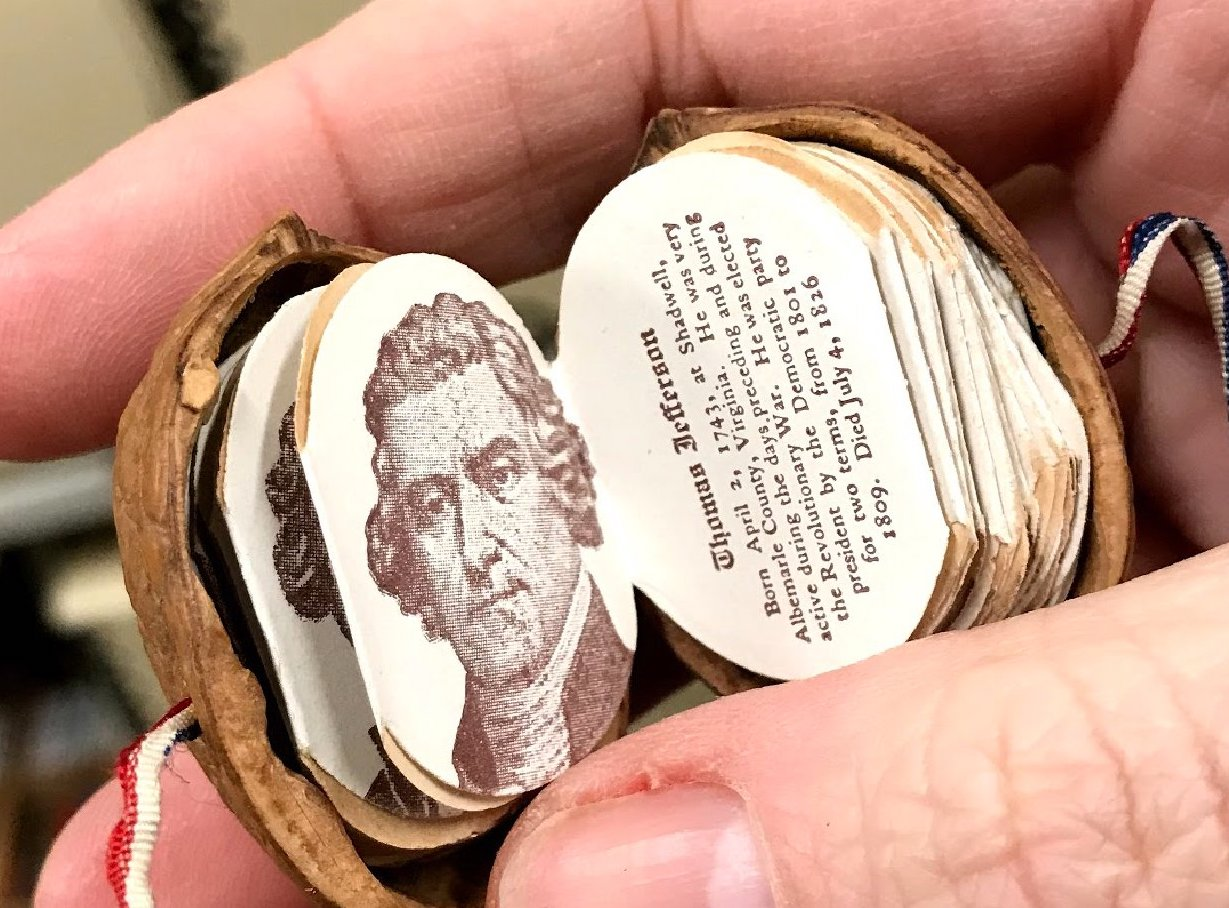
アコーディオン折り。英語では「コンサーティーナ・ブック」「アコーディオン・ブック」とも呼ぶ

- 綴じ方
  - 中綴じ
  - 平綴じ
  - 無線綴じ
    - 切断無線綴じ
    - 網代綴じ

  - 糸かがり
  - 天糊製本
  - セット糊製本
  - リング綴じ
- ソフトカバー
- ハードカバー
- スピン
- 員数
- 紙揃え
- 断裁
- 丁合
- 糊づけ
- 分冊
- 帯び掛け
- 梱包
- 折り加工
  - 2折り
  - 3折り
    - 巻き3ツ折り
    - 外3ツ折り
    - 片袖折り

  - 4折り
    - 巻き4折り
    - 巻き巻き4折り
    - 観音折り

  - アコーディオン折りアコーディオン折り。英語では「コンサーティーナ・ブック」「アコーディオン・ブック」とも呼ぶ
  - 直角折り
  - DM折り
- 穴あけ加工
  - 2穴
  - 4穴
  - ドンコ穴
- ミシン目加工
- 筋加工
- 角丸加工
- 抜き加工

### 西洋式手製本

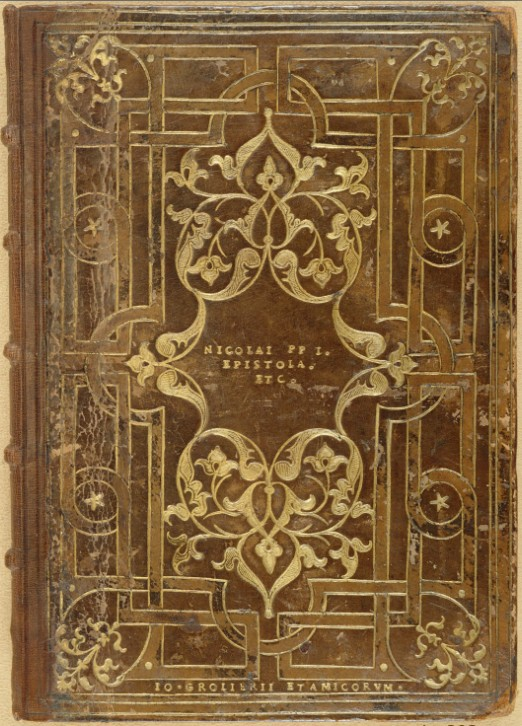
革に金箔の幾何学模様と花をあしらったグロリア式装丁の手製本。16世紀の政治家で愛書家のジャン・グロリエが好んだことからそう呼ばれる

西洋には製本を手作業で工芸的に行なう伝統があり、一般にルリユール（フランス語: reliure）と呼ばれる。羊や山羊、仔牛の革を貼り、さまざまな装飾を加えて美しく飾り立てる工芸的な製本で、昔は職人が行なっていたが、現在は趣味のひとつとしても楽しまれている。ルリユール作家も世界中にいる。
こうした西洋における手製本の伝統は、キリスト教の出現により、神の言葉である聖書を大切に保存するために始まった。堅牢性から革で製本するだけでなく、信仰の重要性を印象付けるためにそれらを豪華に装飾することも始められた。イスラムでもコーランを美しく飾り立てる習慣があり、それがイベリア半島経由でフランス、イタリアに伝わった。グーテンベルクの印刷術の発明で書物が大衆化すると、たくさんある中の「自分が所有する一冊」を際立たせるために、装飾に紋章が取り入れられ、所有者の個性を強調する装丁が生まれた。その後、贅沢を嫌うプロテスタントの諸国ではこうした豪華な製本が廃れたが、宮廷文化が華やかだったフランスではその伝統が生き残った。
なお、こうした美しい私家版が高値で取引される古書の世界においては、(当時の所有者を表す)紋章のあるなしが重要で、紋章のないものは一気に価値が落ちるという。

### 製本機の発達
アメリカでは1868年、アイルランド出身の発明家デヴィッド・マコーネル・スミスが、史上初の製本機の発明で特許を取得した。1879年にスミス製造社（the Smyth Manufacturing Company）が設立されたのち、製本機はさらに飛躍的に進化し、本の出版冊数の増加を齎した。

## 東洋における製本
東洋における本の体裁は、本文料紙を横につないだ巻子装本及び折本装本と、本文料紙を重ね合わせて糊や糸で留めた草子本及び冊子装本の4種に大別される。なお、紙が出現する以前の時代には竹簡や木簡を閉じたものや貝多羅樹の葉を利用した貝葉経のような形態のものもあった。和式の場合は綴じ方が外部に見えるので装飾的な綴じが施されている。

## 教育・資格
フランスでは以下の国家資格が存在する。
- 資格レベルV - 職業適性証(CAP) Arte de la reliure
- 資格レベルIV - BMA Arts de la reliure et de la dorure[9]
- 資格レベルIII - DMA Arts graphiques option reliure[10]

日本では製本技能士が存在する。